# 莫里斯·贝克
莫里斯·贝克（英語：Maurice Baker，1979年7月28日—），美国NBA联盟前职业篮球运动员。